# مبشر
مُبَشِر (ومنه لفظ التَّبْشِير) هو عضو في الطائفة الدينية يرسل إلى منطقة معينة ويتكفلها للقيام ببشارة أو تقديم خدمات مثل التعليم، محو الأمية، العدالة الاجتماعية، الرعاية الصحية والتنمية الاقتصادية. كلمة «إرسالية» تنبع من 1598 عندما يرسل اليسوعيون أعضاء في الخارج، والكلمة مشتقة من اللاتينية 'missionem' (حركيا missio)، ومعنى «فعل إرسال» أو mittere ، ومعنى «لإرسال». والكلمة استخدمت في ضوء الكتاب المقدس واستخدمت في الترجمة اللاتينية للكتاب المقدس، المسيح استخدم الكلمة عندما أرسل تلاميذه للتبشير باسمه.
يُستخدم هذا المصطلح عادةً للبعثات المسيحية، ولكن يمكن أن يستخدم لأي عقيدة أو أيديولوجية.

## المبشرون حسب الدين

### البعثات المسيحية
البعثات التبشيرية المسيحية يمكن تعريفها بأنها «واحدة من المشاهد عبر الثقافات». في مؤتمر لوزان لعام 1974، ويعرف هذا المصطلح، تتعلق الرسالة المسيحية باسم «لتشكيل حركة غرس أصلية كنسية قابلة للحياة». المبشرين يمكن العثور عليهم في العديد من البلدان في جميع أنحاء العالم، يسوع أرشد الرسل لجعل تلاميذه من كل الدول (Matthew 28:19–20, Mark 16:15–18). ويشار إلى هذه الآية من قبل المبشرين المسيحيين مثل الإرسالية الكبرى التي تلهم العمل التبشيري.

#### تاريخي

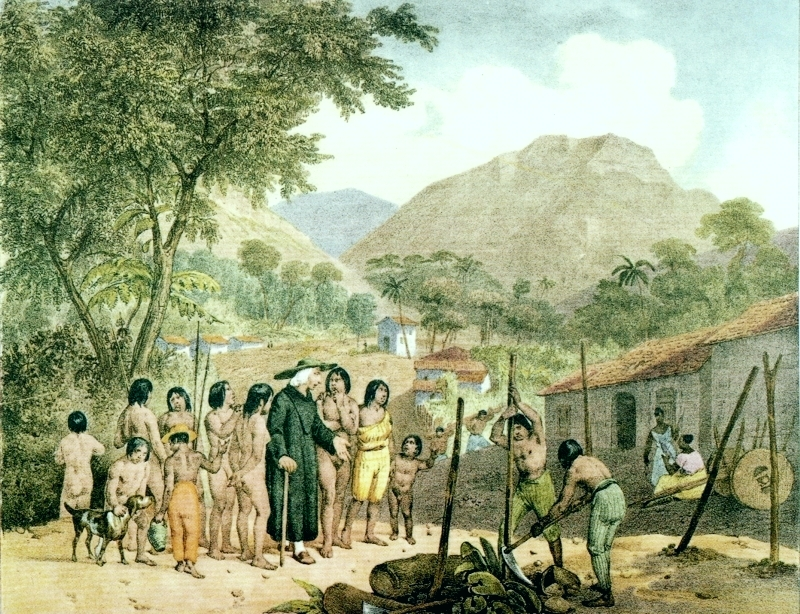
قرية هنود تابويوس المسيحية، البرازيل ج. 1820 م

التوعية التبشيرية عصر العهد الجديد، الكنيسة المسيحية من وقت سانت بول توسعت في جميع أنحاء الإمبراطورية الرومانية وغيرها إلى بلاد فارس (كنيسة المشرق) والهند (سانت توماس المسيحي).خلال العصور الوسطى المسيحية دير والمبشرين مثل القديس باتريك في (القرن 5)، وأدلبرت براغ (CA 956-997) نشر تعاليم المسيح والدين خارج حدود أوروبا للإمبراطورية الرومانية القديمة. في 596 والبابا غريغوري الأول (في مقره 590-604) أرسل البعثة الغريغورية (بما في ذلك أوغسطينوس من كانتربري) في انكلترا. بدورهم، المسيحيين من ايرلندا (في مهمة أيرلندا-الاسكتلندية) ومن بريطانيا (سانت بونيفاس (حوالي 675-754) والبعثة الأنجلوسكسونيون، على سبيل المثال) أصبحت معلما بارزا في تحويل سكان أوروبا الوسطى. خلال عصر الاستكشاف، والكنيسة الرومانية الكاثوليكية أنشأ عدد من البعثات في الأمريكتين والمستعمرات الأخرى من خلال الأوغسطينية، فرنسيسكانية وترتيب دومينيكانية من أجل نشر المسيحية في العالم الجديد و[بحاجة لتوضيح] لتحويل هنود والسكان الأصليين الآخرين. في الوقت نفسه تقريبا، المبشرين مثل فرنسيس كسفاريوس (1506-1552) فضلا عن غيرهم من اليسوعيون، الأوغسطينية، التي تساعد الفرنسيسكانية والدومينيكانية للانتقال إلى آسيا والشرق الأقصى. أرسل البرتغالية البعثات في أفريقيا [بحاجة لمصدر]. هذه هي بعض من البعثات الأكثر شهرة في التاريخ.[بحاجة لمصدر] في حين رافقت بعض البعثات من القمع والإمبريالية (الحملات الصليبية الشمالية من 12th والقرون ال13، على سبيل المثال)، والبعض الآخر (خصوصا ماتيو ريتشى مهمة اليسوعيون للصين من 1582) كانت سلمية نسبيا وركزت على التكامل وليس على الاستعمار ثقافي.
أغلب العمل التبشيري الكاثوليكي المعاصر قد شهد الكثير من التغيير العميق منذ المجمع الفاتيكاني الثاني من 1962-1965، وأصبح مدركا صراحة من حيث قضايا العدالة اجتماعية ومخاطر الاستعمار ثقافي أو الاستغلال الاقتصادي المقنعة كما التحول الديني. المبشرين المسيحيين المعاصرين يقول ان العمل من اجل العدالة تشكل جزءا التأسيسي من التبشير بالإنجيل، ومراعاة مبادئ الأقلمة في عملهم التبشيري.

كما أن الكنيسة الكاثوليكية تنظم نفسها عادة على طول الخطوط الإقليمية، ولأن لديهم الموارد البشرية والمادية، فإن الأوامر الدينية تنتظم حتى في ذلك، وتتعهد العمل التبشيري الأكثر، خاصة في فترة ما بعد الإمبراطورية الرومانية. ومع مرور الوقت أنشأ الفاتيكان تدريجيا تطبيعا لهيكل الكنيسة في مجالات مهمة، وغالبا ما تبدأ مع ولايات قضائية خاصة تعرف باسم المحافظات الرسولية واختصاص إقليمي قانوني. تهدف هذه الكنائس وضع في نهاية المطاف «التخرج» لوضع منتظم للأبرشية مع تعيين الأساقفة المحليين، خاصة بعد إنهاء الاستعمار، وغالبا ما تعكس هياكل الكنيسة واقع سياسي إداري.

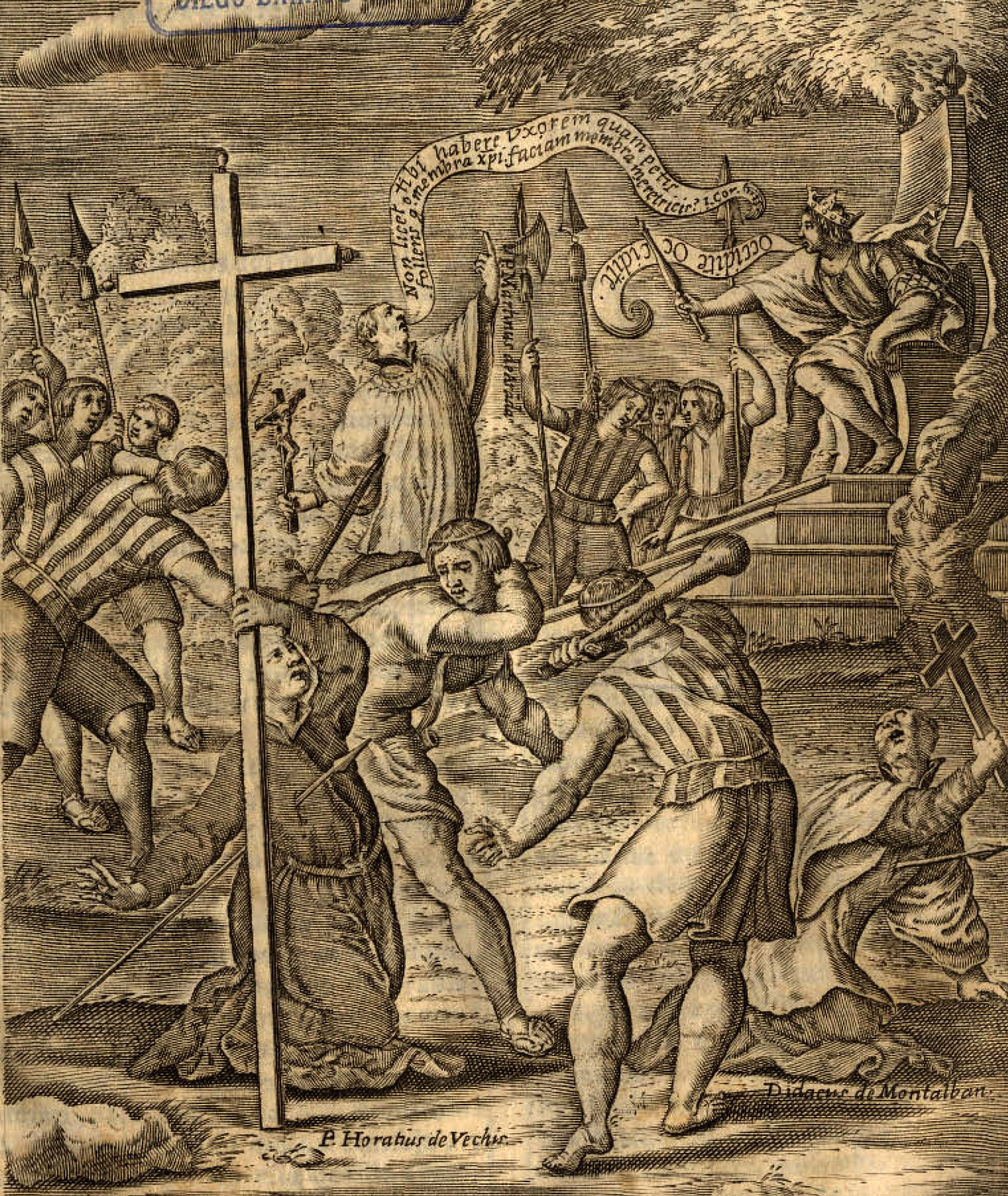
اليسوعيون الذين استشهدوا على يد الهنود الأراوكانيين في إليكورا عام 1612 م

الكنيسة الأرثوذكسية الشرقية، تحت أمرة الكنيسة بطريركية القسطنطينية المسكونية قامت بتوعية تبشيرية قوية تحت أمر الإمبراطورية الرومانية، وأن الإمبراطورية البيزنطية كانت آمرة، واتصالها التبشيري ذا أثر دائم، إما مؤسس، أو صاحبه تأثير على إقامة علاقات رسمية مع بعض 16 من الكنائس الأرثوذكسية الوطنية، بما في ذلك الكنيسة الرومانية الأرثوذكسية، والكنيسة الجورجية الرسولية الأرثوذكسية والكنيسة الأوكرانية الأرثوذكسية، وقيل أن كلتاهما (قد أسسهما المبشر الرسول التبشيري أندرو) تقليديا، والكنيسة البلغارية الأرثوذكسية (قيل قد أسسها الرسول التبشيري بولس). وكان الاثنان من القرن التاسع كيرلس وميثوديوس كان إسهامهما التبشيري قد أحرز نجاحا واسعا في وسط أوروبا، وسع البيزنطيين العمل التبشيري في أوكرانيا بعد معمودية جماعية في كييف في 988 والكنيسة الصربية الأرثوذكسية كانت أصولها في التحويل عن طريق المبشرين البيزنطيين للقبائل الصربية عندما وصلوا في البلقان في القرن 7. كما عملت البعثات التبشيرية الأرثوذكسية بنجاح بين الاستونيين من القرن 10 وحتى القرن ال 12، حيث تم تأسيس الكنيسة الأرثوذكسية الاستونية.
تحت الإمبراطورية الروسية في القرن 19، المبشرين مثل نيقولاس إلمنسكى (1822-1891) انتقل إلى الأراضي الخاضعة ونشر الأرثوذكسية، بما في ذلك من خلال بيلاروسيا، لاتفيا، مولدوفا، فنلندا، وإستونيا، وأوكرانيا، والصين، والقديس نيكولاس اليابان (1836-1912) تولى قيادة الأرثوذكسية الشرقية إلى اليابان في القرن 19.
الكنيسة الروسية الأرثوذكسية أيضا بعثت المبشرين إلى ألاسكا في بداية القرن 18، بما في ذلك القديسين هيرمان (1756 - 1836) وإينوسنت (1797 - 1879)، وأرسلت ممثلين إلى الهنود والكنيسة الروسية الأرثوذكسية خارج روسيا، حيث استمر العمل التبشيري خارج روسيا بعد 1917 الثورة الروسية، مما أدى إلى إنشاء العديد من الأبرشيات الجديدة في الشتات، حيث متحولون عديدون تم مساعدتهم في شرق أوروبا وأمريكا الشمالية وأوقيانوسيا.